# Arutjun Rubenjan
Arutjun Rubenjan nebo Aristidis Rubenjan (* 5. června 1966 Celinograd) je bývalý sovětský, arménský a řecký zápasník – klasik, který reprezentoval Řecko od roku 1993.

## Sportovní kariéra
Narodil se v kazašské Astaně (dříve Celinograd) do arménské rodiny. Od tří let vyrůstal v arménském Gjumri, kde se věnoval zápasení od 9 let. Pod vedením Arama Sargsjana se později specializoval na řecko-římský styl. V sovětském reprezentačním výběru se pohyboval od roku 1987, ale proti jedničce své váhy do 62 kg Kamandaru Madžidovovi se neprosazoval. Po rozpadu Sovětského svazu v roce 1991 přijal nabídku reprezentovat Řecko. V řecké reprezentaci se pohyboval nejprve ve váze do 57 kg, ale s příchodem talentovaného Sarkise Elgkiana se před olympijskou sezonou přesunul do kategorie do 62 kg. V roce 1996 se kvalifikoval na olympijské hry v Atlantě, kde prohrál v úvodním kole s Gruzínem Kobou Gulijašvilim 1:4 na technické body. Sportovní kariéru ukončil v roce 2000. Žije v řecké Soluni a věnuje se trenérské práci.

## Výsledky
| Turnaj             | Sovětský svaz | Sovětský svaz | Sovětský svaz | Sovětský svaz | Sovětský svaz | Sovětský svaz | Sovětský svaz | Sovětský svaz |      | Řecko | Řecko | Řecko | Řecko | Řecko |
| Turnaj             | 1984          | 1985          | 1986          | 1987          | 1988          | 1989          | 1990          | 1991          | 1992 | 1993  | 1994  | 1995  | 1996  | 1997  |
| Turnaj             | 18            | 19            | 20            | 21            | 22            | 23            | 24            | 25            | 26   | 27    | 28    | 29    | 30    | 31    |
| Turnaj             | -57           | -57           | -62           | -62           | -62           | -62           | -62           | -62           | -62  | -57   | -57   | -57   | -62   | -63   |
| ------------------ | ------------- | ------------- | ------------- | ------------- | ------------- | ------------- | ------------- | ------------- | ---- | ----- | ----- | ----- | ----- | ----- |
| Olympijské hry     | —             |               |               |               | —             |               |               |               | —    |       |       |       | úč.   |       |
| Mistrovství světa  |               | —             | —             | —             |               | —             | —             | —             |      | 4.    | úč.   | úč.   |       | 5.    |
| Mistrovství Evropy | —             | —             | —             | —             | 3.            | —             | —             | —             | —    | ?     | 2.    | 4.    | úč.   | úč.   |
| MS nadějí          |               | 1.            |               |               |               |               |               |               |      |       |       |       |       |       |
| ME nadějí          | —             |               | 5.            |               |               |               |               |               |      |       |       |       |       |       |
| ME juniorů         | 1.            |               |               |               |               |               |               |               |      |       |       |       |       |       |